# Wang Ming
Wang Ming (王明S, Wáng MíngP; Contea di Jinzhai, 23 maggio 1904 – Mosca, 27 marzo 1974) è stato un politico cinese, dirigente anziano del Partito Comunista Cinese e mente del gruppo dei 28 bolscevichi.
Wang fu un importante rivale politico di Mao Zedong durante gli anni '30, opponendosi a quella che considerava la deviazione nazionalista di Mao dall'Internazionale Comunista (Comintern) e dalle linee marxiste-leniniste ortodosse. Secondo Mao, d'altra parte, Wang incarnava l'intellettualismo e il dogmatismo straniero che egli criticava nei suoi saggi del 1937 Sulla pratica e Sulla contraddizione. La competizione tra Wang e Mao era un riflesso della lotta di potere tra l'Unione Sovietica, attraverso il veicolo del Comintern, e il Partito Comunista Cinese (PCC) per controllare sia la direzione sia il futuro della Rivoluzione cinese. Nel 1956 si recò in URSS per cure mediche e non tornò più in Cina. Dall'Unione Sovietica continuò a criticare il maoismo e morì nel 1974.

## Biografia

### Primi anni
Wang Ming nacque il 23 maggio 1904 nella contea di Jinzhai, nello Anhui come Chen Shaoyu (陈绍禹), in una povera famiglia di contadini. Nel 1920 entrò alla scuola elementare di Zhicheng, nella contea di Gushi. Passò poi alla terza scuola agraria della provincia di Anhui, fondata dal rivoluzionario Zhu Yunshan. Zhu ebbe una forte influenza sugli studenti della scuola, introducendo loro riviste e libri progressisti come Gioventù nuova e L'ABC del comunismo. Nella scuola Wang avrebbe incontrato un'altra figura influente nella sua vita, A Ying (Qian Xinchun), il suo insegnante. A Ying avrebbe iniziato Wang al pensiero di Lenin e Chen Duxiu.
Durante i suoi anni di scuola, fu attivo nel movimento politico. Guidò boicottaggi ai prodotti giapponesi e alle elezioni truccate. Dopo essersi laureato nel 1924, fu ammesso all'Università nazionale di commercio di Wuchang (precorritrice dell'attuale Università di Wuhan), dove studiò per un anno. All'Università di Wuchang pubblicò diversi articoli sulla rivoluzione e il comunismo. Nel 1925 si unì al Movimento del 30 maggio, che coinvolse scioperi e proteste contro l'imperialismo e ad ottobre si unì al Partito Comunista Cinese (PCC). Grazie alla cooperazione tra il Kuomintang e il Partito Comunista, Wang si unì al Kuomintang (KMT) nello stesso anno e prestò servizio come ufficiale di propaganda del Dipartimento dello Hubei del Kuomintang.

### Da Mosca a Shanghai
Nello stesso mese di ottobre 1925, attraverso la mediazione di Jiang Changlin, segretario generale del Dipartimento del Kuomintang nel Jiangsu, Wang fu selezionato dal Partito Comunista per studiare all'Università Sun Yat-sen di Mosca in Unione Sovietica. Durante questo periodo apprese la lingua russa e si avvicinò al marxismo-leninismo. Fu anche durante questo periodo che incontrò il suo primo grande avversario politico, Ren Zhuoxuan. Ren fu nominato segretario della filiale studentesca del PCC dell'Università. Alla fine però l'eloquenza di Wang conquistò lo stile autoritario di Ren in vari dibattiti. Di conseguenza, nell'aprile 1926, fu eletto presidente della sezione del partito dell'Università. Dopo l'elezione, Pavel Mif, il vicepresidente dell'Università, si affezionò a lui. Nel gennaio 1927, quando Mif andò in Cina in qualità di capo di una delegazione sovietica, Wang fece da interprete per lui.
Dopo la divisione del Partito Comunista dal Kuomintang nel 1927, Wang e Mif parteciparono al V Congresso nazionale del PCC a Wuhan, e dopo di che Wang divenne Segretario del Dipartimento di Propaganda del partito per due mesi. Era un editore part-time della rivista Guida, dove pubblicò alcuni articoli. Dopo il colpo di Wuhan del 15 luglio, tornò a Mosca.
Dopo l'epurazione di Karl Radek da parte di Iosif Stalin, Mif fu nominato presidente dell'Università Sun Yat-sen di Mosca e poi vice ministro del Dipartimento orientale dell'Internazionale Comunista (Comintern). Per il suo servizio e la sua lealtà, Wang divenne il protetto di Mif. Insieme ad altri attivisti come Zhang Wentian, Bo Gu e Wang Jiaxiang, Wang fondò il gruppo dei 28 bolscevichi. Si definivano comunisti ortodossi. Durante la sua permanenza a Mosca, fu coinvolto nella repressione di un'organizzazione di trotskisti cinesi che era sorta nell'Università.
Nel 1929, Wang, insieme al resto dei 28 bolscevichi, fu rimandato in Cina con l'obiettivo di assumere la guida del PCC. Tuttavia incontrarono una forte resistenza all'interno del partito da parte di membri come Zhang Guotao e Zhou Enlai. Non sorprendentemente, furono assegnati loro posizioni insignificanti. Nel frattempo trovò conforto nel frequentare una componente dei 28 bolscevichi, Meng Qingshu, che in seguito divenne sua moglie. Fu poi trasferito al Dipartimento di Propaganda del partito, dove Li Lisan era il ministro in carica. Durante un anno e mezzo dal 1929 al 1930, pubblicò molti articoli sul giornale di partito Bandiera Rossa e sulla rivista Bolscevico, che supportava la sinistra abbracciata da Li. Nel 1930, quando partecipò a un incontro segreto a Shanghai, fu prontamente arrestato. Ma aveva la fortuna di essere ignorato dalla polizia segreta del Kuomintang, che non aveva idea del valore che questo giovane avrebbe potuto rappresentare per loro. E infatti fu presto rilasciato dopo aver corrotto la guardia.
Dopo la sua liberazione, fu trasferito all'Unione Centrale del Lavoro del PCC. Sebbene Wang fosse di sinistra e rispettasse il dogma comunista nella sua essenza, le sue convinzioni erano diverse da quelle di Li. Wang era più severo nel rispettare la teoria marxista e le politiche del Comintern. Egli trovò rapidamente un'alleanza con i vecchi membri del PCC, attivisti del lavoro come He Mengxiong e Lin Yunan (un parente di Lin Biao). In un incontro litigò con Li e lo offese. Come prezzo per il suo essere impulsivo e immaturo, fu dimesso dalla sua posizione e retrocesso alla divisione del Jiangsu del Partito Comunista.
Nell'agosto del 1930, Zhou Enlai e Qu Qiubai furono rimandati in Cina dal Comintern per correggere la sinistra di Li ed egli fu richiamato a Mosca per il pentimento e perse il suo potere. Nel dicembre dello stesso anno, Mif arrivò in Cina come inviato dal Comintern. Con il forte sostegno del suo mentore, Wang e i suoi 28 bolscevichi associati entrarono nel centro di potere del Partito Comunista nella 4ª sessione plenaria del VI Congresso nazionale del partito, etichettando sia Li che vecchi membri del PCC come He Mengxiong e Luo Zhanglong come dissidenti.
Di tutti i 28 bolscevichi, solo Wang era un membro eletto dell'Ufficio politico del partito. Non era ancora un commissario del Comitato centrale, essendo questo un prerequisito per essere un membro dell'Ufficio politico sotto il sistema proposto da lui stesso. Con Mif, che restò in Cina per quasi un anno, il PCC rimase sotto il suo controllo e Wang svolgeva un ruolo importante come suo consulente. Sebbene Xiang Zhongfa fosse il segretario generale in carica, fu manipolato dai due. Nel frattempo Luo Zhanglong e altri 30 soci anziani furono arrestati dal Kuomintang in una riunione segreta. Lui e altri 24 furono successivamente giustiziati. Si diceva che fosse stato Wang a venderli per eliminare i dissidenti, ma era un'idea infondata e senza prove concrete. L'unica certezza è che beneficiò di questa cosa.
In poco tempo molti altri dirigenti del Partito Comunista furono arrestati e giustiziati dal Governo nazionalista del generale Chiang Kai-shek. Wang tornò a Mosca con sua moglie tramite una scusa medica. Dopo la sua partenza, sotto la direzione di Zhou Enlai fu istituito a Shanghai un Ufficio politico facente funzioni. Zhou, Zhang Wentian, Bo Gu, Kang Sheng, Chen Yun, Lu Futan e Li Zhusheng furono scelti per essere i responsabili del lavoro quotidiano del partito. Tra queste persone, Zhang, Bo Gu, e Li erano membri dei 28 bolscevichi e stretti collaboratori di Wang, quindi lui poteva ancora mantenere il controllo sul PCC da lontano attraverso i suoi associati. Inoltre, Kang e Chen lo incontrarono e divennero suoi sostenitori a Mosca diversi anni dopo. Sia Lu che Li avrebbero in seguito disertato nel Kuomintang.

### Da Mosca a Yan'an
Dal novembre 1931 al novembre 1937, Wang visse e lavorò a Mosca come direttore della delegazione del Partito Comunista Cinese all'Internazionale Comunista. Durante questo periodo fu eletto come commissario esecutivo, membro del Presidium e sostituto generale del Comintern. Ciò indicava la sua importanza e popolarità all'interno di esso.

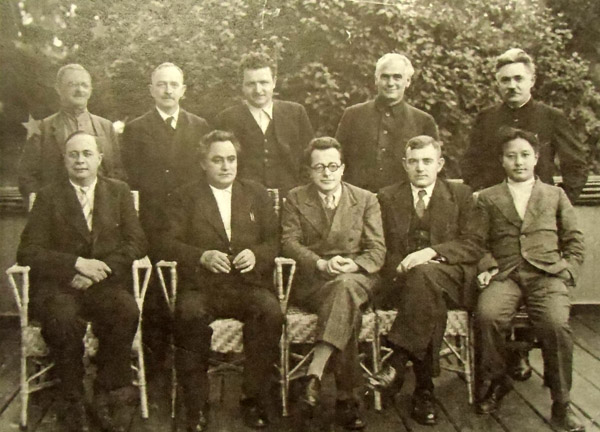
Mosca, agosto 1935, membri del X Comitato esecutivo dell'Internazionale Comunista. Prima fila da sinistra: André Marty, Georgi Dimitrov, Palmiro Togliatti, Wilhelm Florin e Wang. Fila dietro, da sinistra: Michail Abramovič Trilisser, Otto Wille Kuusinen, Klement Gottwald, Wilhelm Pieck e Dmitrij Manuil'skij

Fu anche durante questo periodo, sotto la direzione di Bo Gu, che il PCC soffrì molto per mano del Kuomintang, sia nelle città che nelle campagne. Ciò portò ad un ritiro generale del partito nelle campagne lontane dai maggiori centri abitati, la famosa Lunga marcia. Nella conferenza di Zunyi i 28 bolscevichi si sciolsero. I membri chiave del gruppo, Zhang Wentian, Wang Jiaxiang e Yang Shangkun passarono al campo di Mao Zedong, il quale aveva sostituito Bo Gu come comandante dell'Armata Rossa Cinese. Mao era allora una figura sconosciuta a Wang e all'Internazionale Comunista. Consolidando il suo potere, Mao divenne il vero capo supremo del Partito Comunista, anche se Zhang Wentian fu ufficialmente nominato segretario generale alla conferenza di Zunyi.

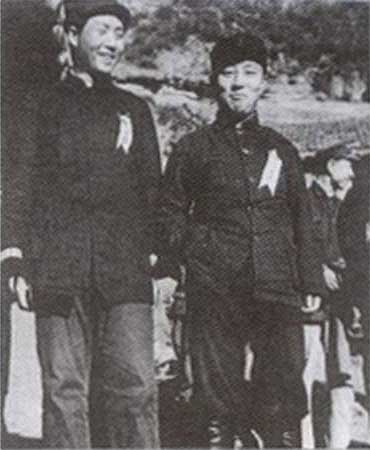
Mao Zedong (a sinistra) e Wang Ming a Yan'an nel 1937

Nel 1931 l'Impero giapponese invase con successo le tre province che formavano la Manciuria cinese. Wang contribuì alla stabilità della Nazione tenendo conferenze sul fronte unito con i nazionalisti contro l'imperialismo al VII Congresso dell'Internazionale Comunista del 1935. Nell'agosto dello stesso anno, la delegazione del PCC al Comintern pubblicò il Manifesto del 1º agosto, che invitava i cinesi a unirsi contro il Giappone. Nello stesso mese una delegazione del partito al Comintern tenne riunioni per discutere del fronte unito contro l'imperialismo. Nell'incontro Wang sottolineò che l'acerrimo nemico della Cina era il Giappone, non Chiang Kai-shek, e che era possibile per i rivoluzionari cinesi stringere un'alleanza con Chiang.
Dopo di ciò la delegazione inviò Zhang Hao, il cui vero nome era Lin Yuying, altro parente di Lin Biao e altro funzionario di partito, a Yan'an per annunciare la decisione di questo incontro. Dal successivo incontro dell'ufficio politico del PCC avvenuto in dicembre scaturì il Manifesto di Wayaobu con cui il partito prese la decisione di creare un nuovo fronte unito contro l'aggressione giapponese, ma mantenendo comunque l'etichetta di Chiang come l'arci-nemico della rivoluzione, tanto quanto il Giappone. Nel 1936 il Segretariato del Comintern emise un telegramma al Segretariato del PCC per segnalare l'errore di accostare Chiang al Giappone come l'arci-nemico della rivoluzione cinese, e che era necessario includere l'Esercito Rivoluzionario Nazionale (l'esercito nazionalista di Chiang) nella guerra contro il Giappone.
Con il verificarsi dell'incidente di Xi'an nel 1936, dell'incidente del ponte di Marco Polo e dell'incidente dell'Aeroporto di Shanghai-Hongqiao nel 1937, una guerra generale tra Cina e Giappone era inevitabile. Il progetto di Wang per un fronte unito contro il Giappone era in fase di sviluppo, con l'Armata Rossa Cinese riorganizzata nell'Ottava Armata della Strada e nella Nuova Quarta Armata.
Per l'ulteriore direzione del nuovo Secondo Fronte Unito, fu rimandato a Yan'an con Kang Sheng e Chen Yun dopo essere stato assente in Cina per sei anni. Dopo il suo ritorno, Mao espresse il suo rispetto verso la sua figura come inviato del Comintern e per la sua grande influenza nel proporre il concetto di fronte unito anti-giapponese. Forse Mao voleva fare appello al Comintern e all'Unione Sovietica alle spalle di Wang per un disperato bisogno di sostegno sia in denaro che in armi. Così quando Wang portò avanti una nuova lista di capi di partito, Mao mostrò la sua umiltà mettendo il suo rivale al primo posto. Wang retrocedette il suo ex alleato Zhang Wentian dal numero 1 al numero 7, indebolendo però il suo campo e creandosi nuovi avversari. Zhang infatti passò definitivamente nel gruppo di Mao.
Wang, Kang e Chen furono eletti nel nuovo Ufficio politico, con lui come segretario per il Segretariato del Comitato centrale del partito, che era responsabile dell'operazione quotidiana del quartier generale. Chen era responsabile dell'organizzazione e Kang era responsabile della sicurezza, ma, stranamente, anche loro due si rivolsero al campo di Mao e, di conseguenza, Wang perse due importanti potenziali sostenitori. Inoltre, quando Wang passò vicino allo Xinjiang durante il suo viaggio in Cina, ordinò a Deng Fa, il famigerato capo della sicurezza del partito, di arrestare gli alti capi dirigenti Yu Xiusong, Huang Cao, Li Te e altri due, che erano suoi ex avversari e che ora lavoravano per il signore della guerra Sheng Shicai sotto la direzione del PCC. Cinque di loro furono torturati e giustiziati nella prigione di Sheng, accusati di essere trotskisti. Quando Wang si vantò del suo lavoro sporco con Zhang Guotao, egli, che era considerato lui stesso dissidente, si irritò molto, perché aveva conosciuto abbastanza bene quei vecchi membri del partito e aveva paura di essere perseguitato come loro. Dopo questo incidente, Zhang iniziò a disprezzarlo e non lo avrebbe sostenuto mai più.
Quando Wang ritornò a Yan'an ebbe l'ammirazione della maggior parte dei membri del PCC per essere un talentuoso marxista e per la sua erudizione e intuizioni profonde sul marxismo e il leninismo. Alcuni dirigenti del PCC tra cui Zhou Enlai e Peng Dehuai, gli mostrarono il loro rispetto, che secondo quanto riferito, avrebbe reso Mao geloso e irritato.

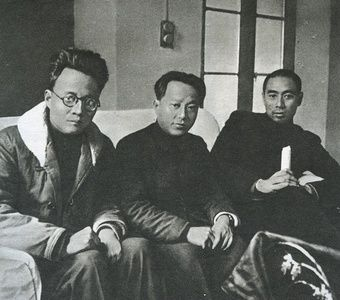
Bo Gu, Wang Ming e Zhou Enlai all'Ufficio meridionale del Comitato centrale del Partito Comunista Cinese di Wuhan nel 1938

Inoltre, Wang iniziò a non essere d'accordo con Mao sulle principali questioni del Fronte Unito. Wang credeva che le attività del Partito Comunista dovessero essere svolte all'interno del quadro dell'alleanza mentre Mao insisteva che il partito dovesse invece mantenere la sua indipendenza dal Fronte Unito. Per far rispettare la sua politica, Wang commise l'errore di lasciare la posizione di Segretario responsabile delle operazioni quotidiane del quartier generale e si candidò alla carica di Segretario generale della Divisione Yangtze per gestire le questioni del Fronte Unito con il Kuomintang a Wuhan, il che significò lasciare la base di potere di Yan'an con Mao ora in grado di usare tutti i mezzi per rafforzare la presa di potere senza alcuna interferenza.

### Declino

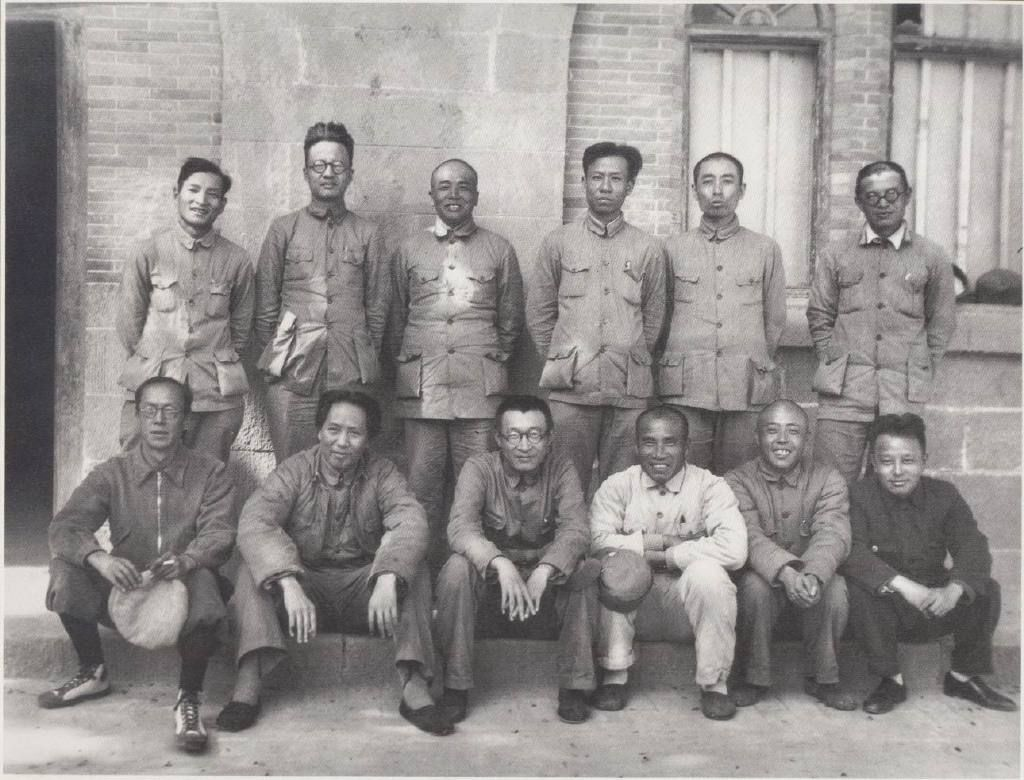
Foto di gruppo dei membri dell'ufficio di presidenza della 6ª sessione plenaria del VI Comitato centrale del Partito Comunista Cinese. Prima fila da sinistra: Kang Sheng, Mao Zedong, Wang Jiaxiang, Zhu De, Xiang Ying e Wang Ming. Ultima fila da sinistra: Chen Yun, Bo Gu, Peng Dehuai, Liu Shaoqi, Zhou Enlai e Zhang Wentian. 1938

Nella sua guerra contro l'Impero giapponese, il Kuomintang subì gravi perdite dovute alla corruzione interna, incompetenza nel comando militare, forniture militari e logistica obsolete e alla stessa forza dell'esercito giapponese. Come un forte sostenitore del Secondo Fronte Unito, Wang fu danneggiato dal fallimento del KMT sul campo di battaglia e mentre le forze nazionaliste portavano il peso dei combattimenti, sotto la spinta di Mao, i comunisti raramente ingaggiavano l'esercito giapponese in battaglie significative. Dopo che il KMT perse le battaglie di Xuzhou e di Wuhan, nel 1938, Wang subì un duro colpo quando la Divisione Yangtze fu soppressa e lui stesso fu rimandato a Yan'an. La città fu posta sotto il comando delle Divisioni Pianure Centrali, guidate rispettivamente da Zhou Enlai e Liu Shaoqi; questo faceva parte del piano di Mao per distruggere l'alleanza tra Wang e Zhou e promuovere il suo socio Liu. Wang fu richiamato a Yan'an per attendere il suo destino.
Fu riassegnato a diversi lavori cerimoniali insignificanti. Inoltre, Mao gli privò l'autorità con l'uso della propaganda, impedendogli di pubblicare le sue opinioni e articoli. Con la dissoluzione del Comintern nel 1943, Wang perse ogni speranza di salvare la sua carriera politica. Nel 1942 Mao lanciò il Movimento di rettifica di Yan'an contro il dogmatismo e l'empirismo. Wang divenne l'obiettivo principale di Mao come rappresentante del dogmatismo e Zhou come rappresentante dell'empirismo. Anche se visse con questo una grande umiliazione, fu comunque fortunato a sfuggire alle torture simili a quelle inflitte dalla polizia segreta di Kang Sheng ad altri membri del PCC. Tuttavia nel suo ultimo libro 50 anni del PCC e in Diario di Yan'an, scritto da Peter Vladimirov, un giornalista sovietico, Wang accusò Mao di aver complottato per ucciderlo con il veleno. Sebbene ci siano ancora disaccordi su questa accusa, la sua salute fu sicuramente molto danneggiata da questo stress.
Nelle fasi successive della Campagna di rettifica, fu costretto a fare una confessione, scusandosi in un incontro pubblico. Fu solo dopo che Mao ricevette un telegramma da Georgi Dimitrov che interruppe la persecuzione. Come dimostrazione di clemenza e un segno di pacificazione a Dimitrov (e all'Unione Sovietica dietro di lui), Mao mise Wang nel Comitato centrale del PCC nel VII Congresso nazionale. Alla fine, mentre la credibilità e l'influenza di Wang diminuivano, i capi di Mosca iniziarono a riconoscere la dirigenza di Mao. Durante la fase finale della guerra civile cinese, Wang fu nominato direttore della ricerca politica del partito e responsabile di alcuni lavori legislativi insignificanti.

### Da Pechino a Mosca
Fu solo dopo l'istituzione della Repubblica Popolare Cinese nel 1949 che Wang riapparve dall'ombra sulla scena politica. Fu eletto come direttore del Comitato legale centrale del PCC e del Governo popolare centrale. Prima di venire eletto commissario del Comitato centrale del partito all'VIII Congresso nazionale nel 1956, partì per Mosca per cure mediche. Non tornerà più in Cina.
In Unione Sovietica egli scrisse numerosi articoli che denunciavano il PCC durante lo scontro tra il Partito Comunista dell'Unione Sovietica e il Partito Comunista Cinese negli anni '60 e '70. I suoi scritti hanno fornito numerose informazioni sulla storia del PCC. Ma soprattutto, fu fortunato a sfuggire alla persecuzione della Rivoluzione culturale e visse in pace a Mosca fino alla sua morte nel 1974.
È sepolto nel cimitero di Novodevičij, il più importante cimitero di Mosca.

## Vita privata

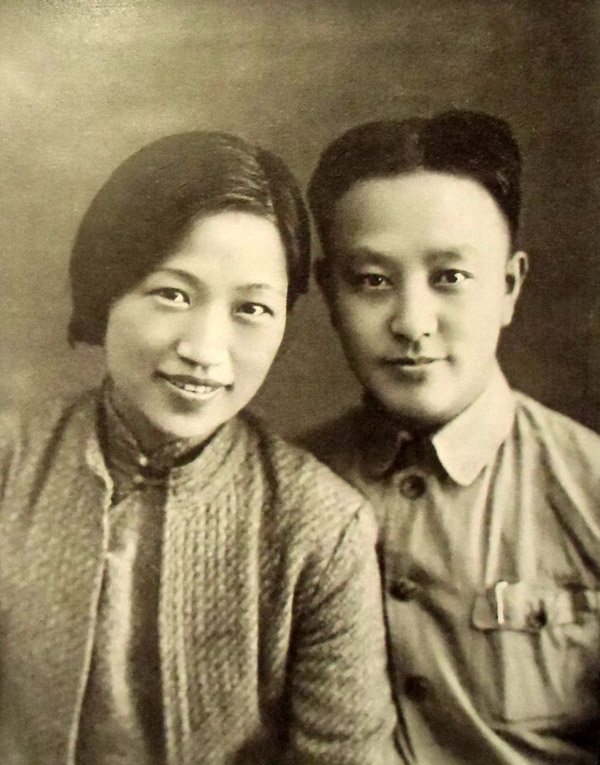
Wang Ming e sua moglie Meng Qingshu a Hankou nel 1938

Wang Ming si sposò nel 1930 con Meng Qingshu (nata in Anhui nel 1911 e deceduta a Mosca nel 1983), rivoluzionaria e attivista del movimento femminista in Cina. Nel 1956 partì per l'URSS con il marito e i figli.
La coppia ebbe tre figli:
- Wang Fangni (Fanya) - nata il 18 gennaio 1932 a Mosca, quando Wang Ming era a capo della delegazione del PCC all'Internazionale Comunista. Fanya crebbe e trascorse tutta la vita in Unione Sovietica. Non parlava la lingua cinese e non visitò mai la Cina. Il suo nome russo era Fanya Georgievna Dimitrova. Nel novembre 1937 Wang Ming e sua moglie partirono per la Cina, lasciando la figlia in URSS alle cure del segretario generale del Comitato esecutivo del Comintern, Georgi Dimitrov. Successivamente la coppia Dimitrov adottò Fanya e la allevò come se fosse la propria figlia. Da adulta, svolse la professione di ingegnere e partecipò alla progettazione di veicoli per acque profonde. Morì il 27 gennaio 1985 all'età di 53 anni. Fu sepolta accanto a sua madre nel Cimitero di Novodevičij a Mosca.
- Wang Danzhi - nato nel 1939 a Yan'an. Partì per l'URSS con i suoi genitori. Ottenne la cittadinanza sovietica, si laureò all'Università statale di Mosca, candidato in scienze fisiche e matematiche. Dal 1969 al 1976 lavorò come matematico presso il Centro di calcolo dell'Accademia delle scienze dell'URSS, nel 1970-1980 presso l'Istituto accademico dell'Estremo Oriente come specialista in Cina.[9] Contribuì alla stesura delle opere di Wang Ming negli ultimi anni della sua vita (1959-1974) e alla loro pubblicazione; curò e tradusse il libro di Meng Qingshu Chen Shaoyu-Wang Ming. Biografia. Ricordi (2011). Era sposato con una donna russa e viveva a Mosca. Morì l'11 ottobre 2023 all'età di 84 anni.
- Wang Dending - nato nel 1945 a Yan'an. Partì per l'URSS con i suoi genitori. Proprio come suo fratello maggiore, si laureò all'Università statale di Mosca, candidato in scienze filologiche. Mai sposato. Attualmente vive in Russia, rappresentante per l'Associazione Internazionale Qigong.[10]